# Shusei Ishii
Shusei Ishii (石井秀生, Ishii Shusei), né le 25 mai 1986 à Noshiro, est un joueur japonais de basket-ball.

## Palmarès
- Bj League champion (2010-11)

## Statistiques
| Année   | Équipe    | Matches | Titul. | Min./m. | %tir | %3pts | %l-f | rbds/m. | pass/m. | int/m. | ctr/m. | pts/m. |
| ------- | --------- | ------- | ------ | ------- | ---- | ----- | ---- | ------- | ------- | ------ | ------ | ------ |
| 2010-11 | Hamamatsu | 21      | 3      | 2.71    | 25.0 | 33.3  | 50.0 | 0.23    | 0.28    | 0.14   | -      | 0.9    |
| 2011-12 | Akita     | 16      | 0      | 3.63    | 33.3 | -     | 50.0 | 0.63    | 0.18    | 0.25   | -      | 0.3    |
| 2012-13 | Saitama   | 34      | 5      | 10.59   | 35.2 | 33.3  | 46.2 | 1.14    | 1.91    | 0.5    | -      | 2.0    |
| 2013-14 | Saitama   | 52      | 39     | 22.5    | 29.0 | 22.2  | 64.7 | 2.3     | 3.9     | 1.0    | 0.0    | 3.4    |
| Total   | Total     | 125     |        | 13.2    | .310 | .250  | .571 | 1.4     | 2.2     | 0.6    | 0.0    | 2.2    |